# LIGHT (단백질)
LIGHT 또는 종양 괴사 인자 수퍼패밀리 멤버 14 (TNFSF14, Tumor Necrosis Factor Superfamily member 14)는 종양 괴사 인자 수퍼패밀리의 분비 단백질이다. 이는 헤르페스 바이러스 유입 매개체 (HVEM)와 디코이 수용체 3에 의해 인식된다.

## 명명법
LIGHT는 '림프독소(Lymphotoxin)에 동종이며, 유도성 발현(Inducible expression)을 나타내며, T세포 (T cell)에서 발현되는 수용체인 헤르페스 바이러스 유입 매개체(Herpesvirus entry mediator)에 결합하기 위해 HSV Glycoprotein D와 경쟁한다'의 앞 글자를 딴 것이다. 세포표면항원무리에서는 CD258로 분류된다.

## 기능
이 유전자에 의해 암호화된 단백질은 종양 괴사 인자(TNF) 리간드 계열의 구성원이다. 이 단백질은 종양 괴사 인자 수용체 수퍼패밀리의 구성원이며 헤르페스 바이러스 유입 매개체(HVEM)로도 알려진 TNFRSF14에 대한 리간드이다. 별개의 이소형을 암호화하는 2개의 대안적으로 스플라이싱된 전사 변이체가 보고되었다.
이 단백질은 림프구 세포 활성화를 위한 보조 자극 인자 및 헤르페스바이러스에 의한 감염에 대한 억지력으로 기능할 수 있다. 이 단백질은 T세포의 증식을 자극하고 다양한 종양 세포의 세포자살을 유발하며 혈관 정상화 과정에서 역할을 하는 것으로 나타났다. 또한 이 단백질은 1차 간 세포에서 종양 괴사 인자 알파-매개 세포자살을 예방하는 것으로 보고되어 있다.

## 상호작용
LIGHT는 TNFRSF14, TNFRSF6B, BIRC2, TRAF2, TRAF3와 상호작용하는 것으로 나타났다.

## 헤르페스바이러스에서의 역할
CD4가 HIV 감염에서 주요 매개 수용체인 것과 마찬가지로 HSV 당단백질(gD)은 TNFSF14/LIGHT가 요구하는 HVEM 수용체에 결합하여 LIGHT가 핵인자 카파비 경로를 활성화하는 능력을 저하시킨다. 핵인자 카파비는 카스페이스 8을 억제하는 경로를 유발하는 세포자살을 억제하는 데 도움이 되는 생존 인자이다. HSV의 gD가 HVEM에 결합하면 LIGHT는 비경쟁적으로 결합을 억제하여 감염된 세포에서 세포자살을 촉진한다.